# Calanthe caulodes
Calanthe caulodes är en orkidéart som beskrevs av Johannes Jacobus Smith. Calanthe caulodes ingår i släktet Calanthe och familjen orkidéer.
Artens utbredningsområde är Sulawesi. Inga underarter finns listade i Catalogue of Life.